# Sindaci di Lubecca
Di seguito l'elenco cronologico dei sindaci di Lubecca e delle altre figure apicali equivalenti che si sono succedute nel corso della storia.

## Impero tedesco (1871-1918)
| Heinrich Theodor Behn          | 1871 | 1872 |
| Theodor Curtius                | 1873 | 1874 |
| Heinrich Theodor Behn          | 1875 | 1876 |
| Theodor Curtius                | 1877 | 1878 |
| Heinrich Theodor Behn          | 1879 | 1880 |
| Arthur Gustav Kulenkamp        | 1881 | 1882 |
| Heinrich Theodor Behn          | 1883 | 1884 |
| Arthur Gustav Kulenkamp        | 1885 | 1886 |
| Heinrich Theodor Behn          | 1887 | 1888 |
| Arthur Gustav Kulenkamp        | 1889 | 1890 |
| Heinrich Theodor Behn          | 1891 | 1892 |
| Arthur Gustav Kulenkamp        | 1893 | 1894 |
| Heinrich Theodor Behn          | 1895 | 1896 |
| Wilhelm Brehmer                | 1897 | 1898 |
| Heinrich Klug                  | 1899 | 1900 |
| Wilhelm Brehmer                | 1901 | 1902 |
| Heinrich Klug                  | 1903 | 1904 |
| Johann Georg Eschenburg        | 1905 | 1906 |
| Ernst Christian Johannes Schön | 1907 | 1908 |
| Johann Georg Eschenburg        | 1909 | 1910 |
| Johann Hermann Eschenburg      | 1911 | 1912 |
| Johann Georg Eschenburg        | 1913 | 1914 |
| Johann Hermann Eschenburg      | 1915 | 1916 |
| Emil Ferdinand Fehling         | 1917 | 1918 |

## Repubblica di Weimar (1918-1933)
| Sindaci (Bürgermeister) eletti dal Senato (1918-1933) | Sindaci (Bürgermeister) eletti dal Senato (1918-1933) | Sindaci (Bürgermeister) eletti dal Senato (1918-1933) | Sindaci (Bürgermeister) eletti dal Senato (1918-1933) | Sindaci (Bürgermeister) eletti dal Senato (1918-1933) |
| Nominativo                                            | Partito                                               | Partito                                               | Mandato                                               | Mandato                                               |
| Nominativo                                            | Partito                                               | Partito                                               | Inizio                                                | Fine                                                  |
| ----------------------------------------------------- | ----------------------------------------------------- | ----------------------------------------------------- | ----------------------------------------------------- | ----------------------------------------------------- |
| Emil Ferdinand Fehling                                | ?                                                     | ?                                                     | 1918                                                  | 31 dicembre 1920                                      |
| Johann Martin Andreas Neumann                         |                                                       | Indipendente                                          | 1º gennaio 1921                                       | 19 giugno 1926                                        |
| Paul Löwigt                                           |                                                       | Partito Socialdemocratico di Germania                 | 22 giugno 1926                                        | 6 marzo 1933                                          |

## Germania nazista (1933-1945)
| Sindaci (Oberbürgermeister) nominati dal governo (1933-1945) | Sindaci (Oberbürgermeister) nominati dal governo (1933-1945) | Sindaci (Oberbürgermeister) nominati dal governo (1933-1945) | Sindaci (Oberbürgermeister) nominati dal governo (1933-1945) | Sindaci (Oberbürgermeister) nominati dal governo (1933-1945) |
| Nominativo                                                   | Partito                                                      | Partito                                                      | Mandato                                                      | Mandato                                                      |
| Nominativo                                                   | Partito                                                      | Partito                                                      | Inizio                                                       | Fine                                                         |
| ------------------------------------------------------------ | ------------------------------------------------------------ | ------------------------------------------------------------ | ------------------------------------------------------------ | ------------------------------------------------------------ |
| Otto-Heinrich Drechsler                                      |                                                              | Partito Nazionalsocialista Tedesco dei Lavoratori            | 30 maggio 1933                                               | 5 maggio 1945                                                |
| Gerhard Schneider                                            |                                                              | Partito Nazionalsocialista Tedesco dei Lavoratori            | 5 maggio 1945                                                | 30 maggio 1945                                               |

## Zona di occupazione britannica (1945-1946)
| Sindaci commissariali (kommissarischer Bürgermeister) nominati dal comando militare britannico (1945-1946) | Sindaci commissariali (kommissarischer Bürgermeister) nominati dal comando militare britannico (1945-1946) | Sindaci commissariali (kommissarischer Bürgermeister) nominati dal comando militare britannico (1945-1946) | Sindaci commissariali (kommissarischer Bürgermeister) nominati dal comando militare britannico (1945-1946) | Sindaci commissariali (kommissarischer Bürgermeister) nominati dal comando militare britannico (1945-1946) |
| Nominativo                                                                                                 | Partito | Partito | Mandato | Mandato |
| Nominativo                                                                                                 | Partito | Partito | Inizio | Fine |
| --- | --- | --- | --- | --- |
| Friedrich Reeh                                                                                             | ? | ? | 31 maggio 1945                                                                                             | 28 settembre 1945                                                                                          |
| Emil Helms                                                                                                 | | Partito Socialdemocratico di Germania                                                                      | 28 settembre 1945                                                                                          | 1946 |

## Repubblica Federale di Germania (dal 1946)
| Sindaci (Bürgermeister) eletti dal Parlamento cittadino (1946-2000)  | Sindaci (Bürgermeister) eletti dal Parlamento cittadino (1946-2000) | Sindaci (Bürgermeister) eletti dal Parlamento cittadino (1946-2000) | Sindaci (Bürgermeister) eletti dal Parlamento cittadino (1946-2000) | Sindaci (Bürgermeister) eletti dal Parlamento cittadino (1946-2000) | Sindaci (Bürgermeister) eletti dal Parlamento cittadino (1946-2000) | Sindaci (Bürgermeister) eletti dal Parlamento cittadino (1946-2000) |
| Nominativo                                                           | Partito                                                             | Partito                                                             | Mandato                                                             | Mandato                                                             | Elezione                                                            |                                                                     |
| Nominativo                                                           | Partito                                                             | Partito                                                             | Inizio                                                              | Fine                                                                | Elezione                                                            |                                                                     |
| -------------------------------------------------------------------- | ------------------------------------------------------------------- | ------------------------------------------------------------------- | ------------------------------------------------------------------- | ------------------------------------------------------------------- | ------------------------------------------------------------------- | ------------------------------------------------------------------- |
| Otto Passarge                                                        |                                                                     | Partito Socialdemocratico di Germania                               | 1946                                                                | 1956                                                                | –                                                                   |                                                                     |
| Walther Böttcher                                                     |                                                                     | Unione Cristiano-Democratica di Germania                            | 1956                                                                | 1959                                                                | –                                                                   |                                                                     |
| Max Wartemann                                                        |                                                                     | Indipendente                                                        | 1959                                                                | 1970                                                                | –                                                                   |                                                                     |
| Werner Kock                                                          |                                                                     | Partito Socialdemocratico di Germania                               | 1970                                                                | 1976                                                                | –                                                                   |                                                                     |
| Robert Knüppel                                                       |                                                                     | Unione Cristiano-Democratica di Germania                            | 1976                                                                | 1988                                                                | –                                                                   |                                                                     |
| Michael Bouteiller                                                   |                                                                     | Partito Socialdemocratico di Germania                               | 1988                                                                | 2000                                                                | –                                                                   |                                                                     |
| Sindaci (Bürgermeister) eletti direttamente dai cittadini (dal 2000) |                                                                     |                                                                     |                                                                     |                                                                     |                                                                     |                                                                     |
| Nominativo                                                           | Partito                                                             | Partito                                                             | Mandato                                                             | Mandato                                                             | Elezione                                                            |                                                                     |
| Nominativo                                                           | Partito                                                             | Partito                                                             | Inizio                                                              | Fine                                                                | Elezione                                                            |                                                                     |
| Bernd Saxe                                                           |                                                                     | Partito Socialdemocratico di Germania                               | 2000                                                                | 1º maggio 2018                                                      | Elezione 2000                                                       |                                                                     |
| Bernd Saxe                                                           | Elezione 2005                                                       | Partito Socialdemocratico di Germania                               | 2000                                                                | 1º maggio 2018                                                      |                                                                     |                                                                     |
| Bernd Saxe                                                           | Elezione 2011                                                       | Partito Socialdemocratico di Germania                               | 2000                                                                | 1º maggio 2018                                                      |                                                                     |                                                                     |
| Jan Lindenau                                                         |                                                                     | Partito Socialdemocratico di Germania                               | 1º maggio 2018                                                      | in carica                                                           | Elezione 2017                                                       |                                                                     |